# Aaglander
 (juin 2020).
Aaglander est une marque automobile allemande  dont le nom est utilisé depuis 2003 par la manufacture Aagland-Manufaktur de Bronn pour commercialiser des véhicules rétros du début du XXe siècle, inspirée des premiers modèles de voitures. Créée en 2003, la production a débuté en 2004.
Il s'agit d'une voiture à moteur moderne avec des roues à rayons en acier, propulsée par un moteur diesel à trois cylindres d'une cylindrée de 900 cm3, qui développe 15 kW (20 CV). Il est équipé d'une transmission à variation continue qui permet également de faire marche arrière. Toutes les roues sont équipées de freins à disque. La direction est assurée par des guidons qui doivent être tenus comme des rênes. La vitesse maximale est de 20 km/h.

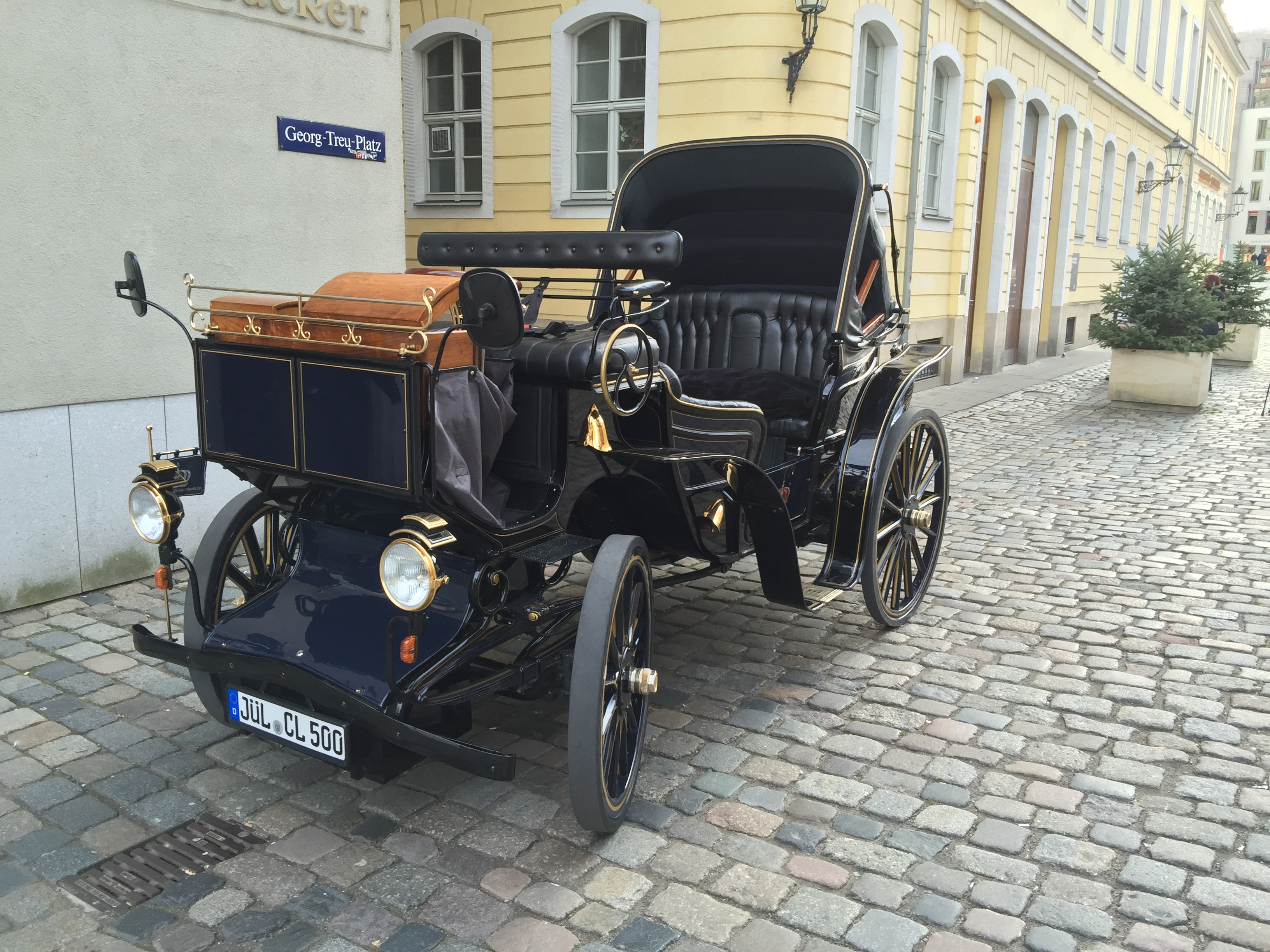
Aaglander.

Deux modèles sont construits : Le Duc est une calèche ouverte avec deux places assises et une capote, le Mylord est de conception similaire mais peut accueillir jusqu'à six personnes.
La société Aagland'sche Kutschhalterei, qui fait partie du groupe d'entreprises, exploite les calèches et les utilise à des fins touristiques pour des voyages individuels ou en groupe.
Depuis le 1er avril 2012, l'entrepreneur Richard Gebert de Wiesenbronn a repris, dans le cadre d'un contrat de cession d'actifs, entre autres les droits sur le nom et la marque, le parc de calèches ainsi que les droits d'utilisation de la manufacture Aagland et de l'entreprise Aagland'sche Kutschhalterei. Sous la dénomination nouvellement créée Aagland GmbH & Co. KG, dont le siège se trouve à Prichsenstadt, en Basse-Franconie, les activités touristiques ainsi que la production de l'Aaglander sont poursuivies.